# Высокое (Берёзовский район)
Высокое (бел. Высо́кае) — деревня в Берёзовском районе Брестской области Беларуси. Входит в состав Стригинского сельсовета.

## География
Расположена в 22 км на юго-восток от Берёзы, в 28 км от железнодорожной станции Берёза-Картузская. Пролегает дорога Н-80.
Ближайшие населённые пункты Пересудовичи, Пузи и др.

### Гидрография
На левом берегу реки Ясельда.

## История
Согласно переписи 1897 года деревня Высокое в Песковской волости Слонимского уезда Гродненской губернии Российской империи, 97 жителей, работала ветряная мельница. 
С 1915 года оккупирована германскими войсками, с 1919 года по июль 1920 года и с августа 1920 года войсками Польши. 
С 1921 года в составе Польши, в 1924 году деревня под названием Высокие в Песковской гмине Косовского уезда Полесского воеводства, 20 зданий.
С 1939 года в БССР, с 1940 года деревня — центр Высоковского сельсовета. В сельсовете в то время действовали начальная школа, 9 ветряных мельниц, магазин. 
В 1941— 1944 гг. оккупирована немецко-фашистскими захватчиками. От рук оккупантов погибли 5 жителей деревни.
16 июля 1954 года сельсовет переименован в Пересудовичский (с одновременным переносом его центра в д. Пересудовичи). 
Согласно переписи 1959 года село. В 1957 году на основе колхозов «Правда» и «Имени Ворошилова» образован совхоз «Имени Ворошилова», в 1962 переименован в совхоз «Белоозерский» (бел. «Белаазёрскі»). 
Решением облисполкома от 27 ноября 1962 года к деревне Высокое была присоединена деревня Процы (в 1940 году насчитывала 24 двора, 136 жителей, в 1959 году — село, 25 хозяйств, 94 жителя). 
В 1970 году центр сельсовета и совхоза «Белоозерский», работали 8-летняя школа, Дом культуры, библиотека, фельдшерско-акушерский пункт, отделение связи, магазин. 24 августа 1970 года совхоз реорганизован в Белоозерский племенной птицеводческий завод, 25 марта 1971 года преобразован в совхоз. 21 ноября 1977 года Пересудовицкий сельсовет переименован в Высоковский, деревня Высокое стала его центром.
В 1991 году совхоз «Белоозерский» преобразован в колхоз «Белоозерский» (с центральной усадьбой в Высоком, включал также деревни Пузи и Мостыки). 
1 марта 2002 года Высоковский сельсовет упразднен, деревня присоединена к Стригинскому сельсовету. 
В 2002 году был восстановлен совхоз «Белоозерский».

## Население

### Численность
- 2019 год — 42 жителей

### Динамика
- XIX век
  - 1897 год — 14 дворов, 86 жителей
- XX век
  - 1905 год — 97 жителей[3]
  - 1924 год — 126 жителей
  - 1939 год — 31 двор, 164 жителей
  - 1959 год — 40 хозяйств, 143 жителей
  - 1970 год — 291 житель, 79 дворов
  - 1996 год — 141 жителей, 73 дворов
  - 1999 год — 167 жителей (перепись населения)
- XXI век
  - 2005 год — 68 дворов, 142 жителей
  - 2009 год — 64 жителей (перепись населения)[3]
  - 2019 год — 42 жителей (перепись населения)

## Улицы
- Гагарина
- Пушкина
- Свердлова и др.

## Планировка
Планировочно состоит из 2-х параллельных улиц, ориентированных с юго-запада на северо-восток, примыкающих к автодороге, параллельно к которой к одной из улиц с северо-запада примыкает короткий переулок.

## Инфраструктура
Действуют клуб, библиотека, средняя школа, при которой функционирует историко-краеведческий музей.

## Культура
- 12 августа 2023 года — экофестиваль «Споровские сенокосы»[4].

## Достопримечательность
- Памятник землякам. Обелиск, установленный в память земляков, не вернувшихся с фронта (1988).
- Экологическая тропа «В краю вертлявой Камышевки»